# Коричневый цвет
Кори́чневый (от «корица», уменьшительное от «кора», то есть «цвета корицы») — неспектральный цвет, не входящий в палитру основных цветов. Получается при смешивании зелёного и красного красителей или пигментов, а также оранжевого с чёрным или синим, жёлтого и пурпурного. При этом получаются существенно разные оттенки коричневого цвета. В естественной среде коричневый цвет получается в процессе загустевания жёлтых жидкостей, например, жёлчи. В восприятии коричневый цвет выглядит самостоятельным цветом, не состоящим из других цветов.

## Оттенки, красители и пигменты

### Художественныепигменты
- Бистр
- Коричневая земля ухоломская
- Сепия
- Сиена
- Умбра

### Оттенки
- Бежевый — желтоватый или сероватый светло-коричневый.
- Бистровый — густой коричневый, бурый, от «бистр» — прозрачной коричневой краски из древесной сажи, смешанной с растворённым в воде растительным клеем; употреблялась европейскими художниками XV—XVIII вв. для рисования пером и кистью.
- Бисмарк-фуриозо (цвет разъярённого Бисмарка) — коричневый с красным отливом.
- Бронзовый — золотисто-коричневый, тёмно-жёлтый с блеском, цвет бронзы и загара.
- Бурый —серо-коричневый, «грязно»-коричневый
- Влюблённого жирафа (или брюха жирафа) — сочетание светло-коричневого и жёлтого с рыжеватым оттенком.
- Голова негра — с XVIII столетия
- Жжёного хлеба[1] — сложный оттенок коричневого.
- Жжёного кофе — более тёмный оттенок, чем цвет «жжёного хлеба»[1].
- Жирафовый — жёлто-коричневый.
- Камелопардовый — желтовато-коричневый, цвет горячего шоколада.
- Каштановый — коричневатый оттенок красного цвета, цвет плодов каштана.
- Лесных каштанов — тёмный коричневый с рыжеватым оттенком.
- Карий — бурый, каштановый.
- Кофейный — тёмно-бледно-коричневый, цвета кофе.
- Кармелитовый, капуциновый — чистый, ни с чем не смешанный, оттенок коричневого.
- Кирпичный — грязновато-красный.
- Лавальер — желтовато-светло-коричневый.
- Лани — желтовато-коричневый.
- Мечтательной блохи, блошиного брюшка, блошиной спинки, блошиный, влюблённой блохи, пюсовый — тёмно-коричневый.
- Орельдурсовый, «медвежье ушко» — тёмный коричневый с рыжеватым оттенком.
- Цвет охры.
- Парижской грязи — грязно-коричневый цвет. Появилось после очерков Луи-Себастиана Мерсье «Картины Парижа[фр.]».
- Пшеничный — очень светло-коричневый цвет, бледно-бежевый.
- Ржавый — тёмный насыщенный красно-оранжевый.
- Савоярский — красно-коричневый с золотым отливом.
- Табачный — жёлто-коричневый.
- Тёмно-бордовый — красно-коричневый, коричнево-малиновый.
- Тёмно-рыжий — тёмный красновато-коричневый.
- Русый — светло-коричневый, светлобурый, средний между чёрным и белокурым.
- Хаки — зелёно-коричневый.
- Шоколадный — коричневый с желтизной.
- Шамуа — светло-коричневый, тёмно-кремовый цвет.
- Экрю — бледно-серо-жёлтый или светло-серо-жёлто-коричневый, цвет неотбелённого шёлка или льна.
- Юфтевый — желтовато-светло-коричневый.

### Коричневый цвет в природе
- Широко распространённый цвет — цвет почвы, шерсти животных, хорошо заваренного чая, шоколада, коры деревьев, опавших листьев, глины, кала.
- Цвет волос и шерсти животных определяется наличием нескольких близких соединений — меланинов. Человека с цветом волос, соответствующим какому-либо оттенку коричневого, называют шатен.

### В оптике
Коричневый — тёмно-оранжевый цвет, получаемый путём смешивания красного, жёлтого и чёрного. Его можно представить как тёмно-оранжевый, но он может быть получен и другим способом. В цветовой модели RGB, которая использует красный, зелёный и синий свет в различных комбинациях для получения всех цветов на экранах компьютеров и телевизоров, он получается путём смешивания красного и зелёного цветов.
С точки зрения видимого спектра, «коричневый» относится к длинноволновым оттенкам, жёлтым, оранжевым или красным, в сочетании с низкой яркостью или насыщенностью. Поскольку коричневый может охватывать широкий диапазон видимого спектра, используются составные прилагательные, такие как красно-коричневый, желтовато-коричневый, тёмно-коричневый или светло-коричневый.
Будучи цветом низкой интенсивности, коричневый является третичным цветом: смесь трёх субтрактивных первичных цветов является коричневой, если содержание циана в ней невелико. Коричневый цвет существует как цветовое восприятие только в присутствии более яркого цветового контраста. Жёлтые, оранжевые, красные или розовые объекты все ещё воспринимаются как таковые при низком уровне общего освещения, несмотря на отражение такого же количества красного или оранжевого света, как и коричневый объект в условиях нормального освещения.
- Орех-фундук
- Гнедой конь
- Шкаф
- Бурый медведь

## В культуре
Коричневый цвет, распространённый цвет коры деревьев, почвы и опавших листьев, символизирует приземлённость и плодородие.
По ассоциации он часто обозначает приземлённость или основательность, устойчивость и стабильность. Характерная спокойная неяркость коричневого цвета нередко противопоставляется «нестабильным» — ярким, «крикливым», спектральным или эпатажным цветам. Поэтому коричневый цвет, наряду с чёрным, серым и тёмно-синим, долгие годы доминировал в одежде для богатых.
По мнению института цвета Pantone коричневый стал цветом осени 2024 года.

### Исторические ассоциации
* «Коричневорубашечники» (нем. pl. Braunhemden) — неофициальное название национал-социалистического движения в Германии, от цвета рубашек штурмовиков СА. Отсюда пошло выражение «коричневая чума» применительно к нацизму; «коричневые» — нацисты.

### В литературе
- «Коричневое утро» — антифашистская новелла французского писателя Франка Павлоффа, рассказывающая о государстве, в котором стал доминировать коричневый цвет, а использование других стало преступлением.